# Rattle That Lock
Rattle That Lock – czwarty solowy album studyjny angielskiego muzyka rockowego Davida Gilmoura, wydany w czterech formatach 18 września 2015 przez Columbia Records/Sony Music. Płytę długogrającą poprzedził singel promocyjny o tym samym tytule.
Album zadebiutował na 5. miejscu listy Billboard 200 w Stanach Zjednoczonych sprzedając się w nakładzie 71 tys. egzemplarzy w przeciągu tygodnia od dnia premiery.
W Polsce nagrania uzyskały certyfikat złotej płyty.

## Lista utworów

### CD
Strona A
| 1. | „5 A.M.”                       | 3:04  |
|    |                                |       |
| 2. | „Rattle That Lock”             | 4:55  |
|    |                                |       |
| 3. | „Faces of Stone”               | 5:32  |
|    |                                |       |
| 4. | „A Boat Lies Waiting”          | 4:34  |
|    |                                |       |
| 5. | „Dancing Right in Front of Me” | 6:11  |
|    |                                |       |
|    |                                | 24:16 |
|    |                                |       |
Strona B
| 6.  | „In Any Tongue”                | 6:46  |
|     |                                |       |
| 7.  | „Beauty”                       | 4:28  |
|     |                                |       |
| 8.  | „The Girl in the Yellow Dress” | 5:25  |
|     |                                |       |
| 9.  | „Today”                        | 5:55  |
|     |                                |       |
| 10. | „And Then...”                  | 4:27  |
|     |                                |       |
|     |                                | 27:01 |
|     |                                |       |

### DVD i Blu-ray
| Nr  | Tytuł utworu |                          | Długość |
| --- | --- | ------------------------ | ------- |
| 1.  | „Barn Jam 1” | Gilmour                  | 4:38    |
| 2.  | „Barn Jam 2” | Gilmour                  | 2:57    |
| 3.  | „Barn Jam 3” | Gilmour                  | 3:54    |
| 4.  | „Barn Jam 4” | Gilmour                  | 4:20    |
| 5.  | „The Animators, Alisdair + Jock” (dokument, reżyseria: Aubrey Powell)                                               |                          | 10:04   |
| 6.  | „Rattle That Lock” (video)                                                                                          | Gilmour-Samson-Boumendil | 4:26    |
| 7.  | „The Animators, Danny Madden” (dokument, reżyseria: Aubrey Powell)                                                  |                          | 10:30   |
| 8.  | „The Girl in the Yellow Dress” (video)                                                                              | Gilmour-Samson           | 4:58    |
| 9.  | „Polly Samson and David Gilmour at the Borris House Festival of Words and Ideas” (dokument, reżyseria: Gavin Elder) |                          | 16:59   |
| 10. | „The Making of the Rattle That Lock album” (dokument, reżyseria: Gavin Elder)                                       |                          | 22:57   |
| 11. | „Rattle That Lock” (Extended mix)                                                                                   | Gilmour-Samson-Boumendil | 6:24    |
| 12. | „The Girl in the Yellow Dress” (wersja orkiestrowa)                                                                 | Gilmour-Samson           | 4:07    |
| 13. | „Rattle That Lock” (Youth mix – 12" extended radio dub)                                                             | Gilmour-Samson-Boumendil | 8:26    |
| 14. | „Rattle That Lock” (radio edit)                                                                                     | Gilmour-Samson-Boumendil | 3:59    |

## Wydania
|  | - CD – pojedynczy CD w płóciennej oprawie zabezpieczonej folią z 22-stronicową książeczką; - 180 g winylowy LP - zawiera 16-stronicową kolorową broszurę z tekstami i zdjęciami oraz karnet umożliwiający pobranie cyfrowej wersji albumu. Album w formacie MP3 dostępny w iTunes i Amazon zawiera: - standardową edycję: album z broszurą w formie cyfrowej - edycję Deluxe: album z broszurą w formie cyfrowej oraz: - 4 utwory spoza albumu - 4 jam sessions - 2 teledyski | Dostępna w formatach CD/DVD lub CD/Blu-ray i zawiera: - Album na płycie CD - Album na DVD lub Blu-ray z dźwiękiem surround 5.1 oraz wysokiej jakości stereo - Płyty posiadają nadrukowane kolorowe naklejki, unikalne w wydaniu deluxe - 4 wcześniej niepublikowane jam sessions - sesje nakręcone w styczniu 2007 roku z udziałem Richarda Wrighta. - 4 filmy dokumentalne - 2 teledyski - 4 ścieżki audio spoza albumu - 32-stronicowa książka w twardej oprawie z tekstami i zdjęciami - 48-stronicowa książka w twardej oprawie – kopia II księgi poematu Raj utracony Johna Miltona - dwustronny plakat - w kopercie pocztówki klubu jazzowego Le Chat Noir - plektron Davida Gilmoura |